# Dzsinn (lény)

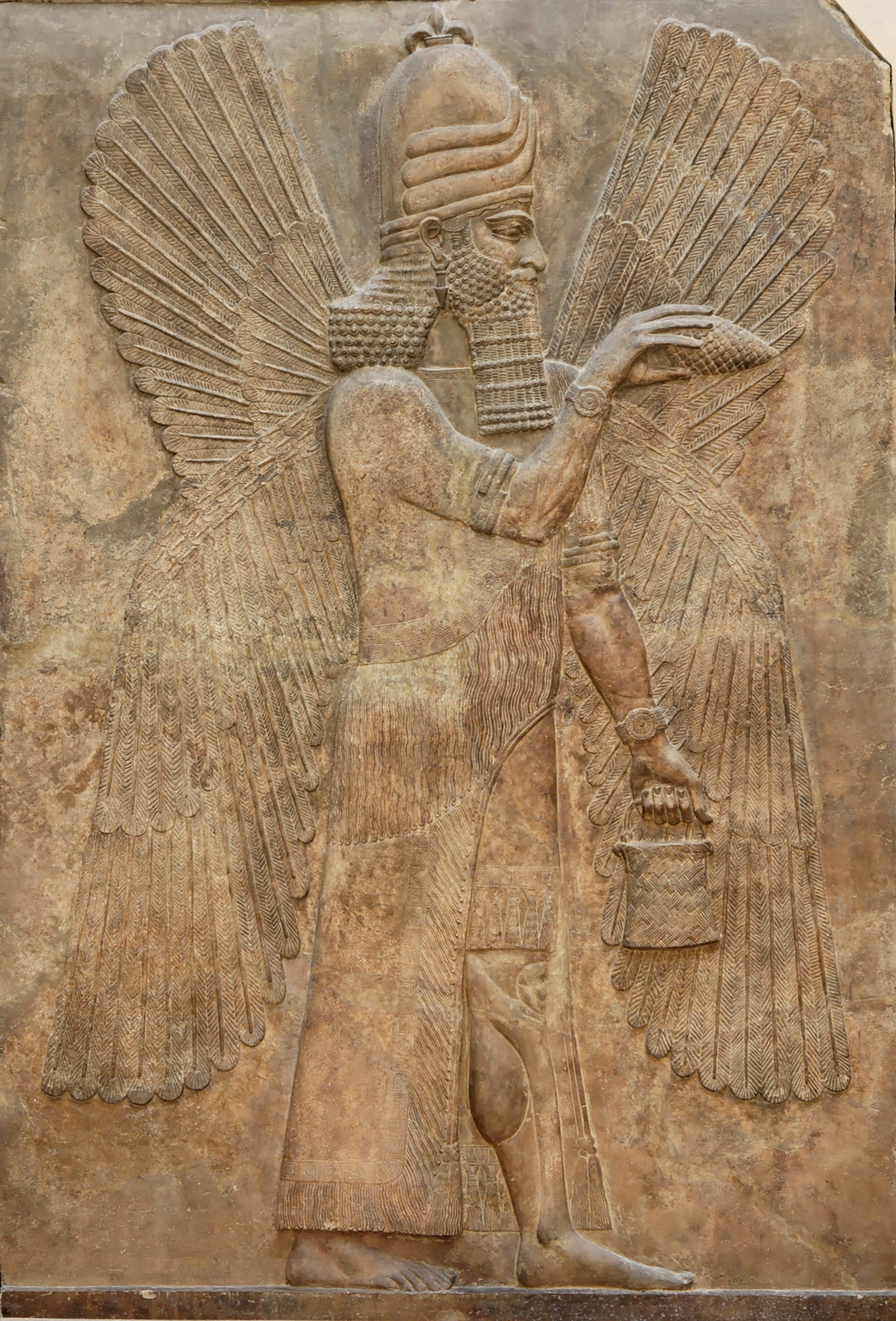
Ősi asszír dombormű egy szárnyas géniuszról

A dzsinn (arab: جن) az ember érzékszervei által nem felfogható, intelligens lény, egy szellemfajta az arab és muszlim mitológiában. Fontosabbak az arab folklórban és elbeszélésekben, mint a teológiában.

## Az iszlám előtti mitológiában
Az ókori sémi népek hiedelemvilágában a dzsinnek a régi emberek szellemei voltak, akik éjszaka jelentek meg, és a hajnal első sugaraival eltűntek. Képesek voltak láthatatlanná válni és állatokká változni, gyakran tették őket felelőssé betegségekért és az őrületért. 
Az arabok úgy képzelték a dzsinneket, mint tűzszellemeket, bár néha démonokkal azonosították őket, különös tekintettel a succubusokra, olyan női alakot öltött démonokra, akik éjszaka látogatták meg a férfiakat, hogy álmukban párosodjanak velük, és vámpír módjára energiát merítsenek ezekből a találkozásokból. A hiedelem szerint a dzsinnek feleltek azért is, ha valakinek költői tehetsége volt.

## Az iszlámban
Az iszlámban megjelenő dzsinnek nem összetévesztendőek az Aladdin és a csodalámpa mesében megjelenő alakkal. Képesek az üdvözülésre vagy az elkárhozásra, ennél fogva lehetnek jók vagy rosszak. 
A muszlimok általánosságban hisznek a dzsinnekben, amelyek szabad akarattal rendelkező lények, akiket Isten füsttelen tűzből teremtett, hasonlóan, ahogy az embereket agyagból. 
A dzsinneknek épp olyan társadalmuk van, mint az embereknek, esznek, házasodnak, meghalnak stb. Az emberek nem láthatják őket, de ők látják az embereket. Olykor szándékosan vagy véletlenül kapcsolatba kerülnek az emberekkel. Képesek jót és rosszat is tenni, amiben különböznek az iszlám angyalaitól, akik nem képesek Isten ellen cselekedni, és sosem tehetnek rosszat.
A gonosz dzsinnek szerepe általában megegyezik a keresztény démonokéval, amennyiben szintén képesek embereket megszállni vagy rávenni őket helytelen dolgokra.

## Az arab mitológiában
Az arab mitológiában a dzsinneket lehetséges varázslat segítségével irányítani azáltal, hogy tárgyakhoz kötjük őket;[forrás?] a Lámpa Szelleme Aladdin történetében is ilyen dzsinn, akit egy olajlámpába börtönöztek.

## A nyugati kultúrában
A nyugati irodalomban a dzsinnek, akárcsak Aladdin szelleme Az Ezeregyéjszaka meséiben, általában olajlámpákban élnek és három kívánsággal jutalmazzák, aki kiengedte őket a lámpásból, míg a gonoszabbak kihasználják a rosszul megválasztott kívánságokat. A nyugati kultúra egyik legismertebb dzsinnje a Korda Sándor nevével fémjelzett 1940-ben forgatott A bagdadi tolvaj című filmben szereplő óriás dzsinn. Ő is a gonosz dzsinnek közé tartozik; a szabad emberek iránt érzett gyűlölettől vezérelve el akarja taposni az őt kiszabadító Abut, a kis tolvajt. A furfangos Abunak azonban sikerül egy trükkel visszazárni a palackba az óriás dzsinnt, így megússza az agyontaposást, és még arra is ráveszi, - ha kiengedi újra a palackból - teljesítse három kívánságát. A Disney is feldolgozta Aladdin történetét egy egész estés rajzfilmben, meg sorozatban is, de készült horrorfilm is Halálmester címmel, amiben egy gonosz dzsinn garázdálkodik.

## Dzsinnek fajtái

### Márid
A márid (arabul: مارد mārid) egy nagy és hatalmas mágikus erővel rendelkező dzsinn. A máridokat megemlítik az iszlám előtti arab mitológiában és szerepelnek az Ezeregyéjszaka meséiben is (A halász és a dzsinn, Ali Baba  és a negyven rabló). A dzsinnek közül a legnagyobb hatalommal bírnak, akár még kívánságokat is teljesítenek. Általában szigeteken, tengerek közelében élnek. A szó arab nyelven óriást is jelent.

### Ifrít
A második leghatalmasabb dzsinn az arab mitológiában.

### Karín
A karín (arabul: قرين qarīn) olyan dzsinn, aki egy emberhez van rendelve (mint egy őrangyal) és gonosz tettekre vagy Allah megtagadására sarkallja az embert. A Koránban is található utalás a karínokra (Az-Zukhruf című szúra 43:36-39).

### Gúl
Egy gonosz, emberevő dzsinn.